# Bisten-en-Lorraine
Bisten-en-Lorraine település Franciaországban, Moselle megyében. Lakosainak száma 249 fő (2022. január 1.). Bisten-en-Lorraine Boucheporn, Coume, Niedervisse, Obervisse és Varsberg községekkel határos.

## Népesség
A település népességének változása:
| Lakosok száma | 263  | 241  | 257  | 269  | 250  | 242  | 246  | 248  | 251  | 249  |
|               | 1968 | 1982 | 1990 | 2006 | 2013 | 2015 | 2017 | 2019 | 2020 | 2022 |